# Euphrasia grossheimii
Euphrasia grossheimii är en snyltrotsväxtart som beskrevs av Kemul.-nath.. Euphrasia grossheimii ingår i släktet ögontröster, och familjen snyltrotsväxter. Inga underarter finns listade i Catalogue of Life.